# Виммер, Михаэль
Михаэль Виммер (нем. Michael Wimmer; род. 18 июня 1980, Дингольфинг, Бавария) — немецкий футболист и тренер.

## Карьера
В юности Виммер играл в юношеских командах «Дингольфинг» и «1860 Мюнхен». После завершения выступлений в юношеских командах, в сезоне 1999/2000 он присоединился к клубу «Лоххоф» и провёл 30 матчей в региональной лиге Юг. В конце сезона команда вылетела в Баварскую лигу. После этого Виммер перешёл в «Гройтер Фюрт II» в сезоне 2000/01 и с их помощью вернулся в Баварскую лигу. В течение сезона 2001/02 он провёл 18 матчей и забил один гол. Затем Виммер снова вернулся в свой родной клуб «Дингольфинг» в сезоне 2002/03 и сумел с командой подняться в Ландеслигу. В зимнию паузу сезона 2005/06 он перешёл в «Исманинг» и сыграл 9 матчей до конца сезона. В следующем сезоне Виммер снова вернулся в «Дингольфинг» и выступал за эту команду до конца своей игровой карьеры.
С 2010 по 2018 год Виммер работал в молодёжной академии «Нюрнберга». В течение этого периода он возглавлял различные команды, возрастной категории от 15 до 17 лет.

### Помощник тренера
В сезоне 2018/19 Виммер перешёл в «Аугсбург», выступающий в Бундеслиге, где стал помощником тренера Мануэля Баума. Однако, в начале апреля 2019 года, в период борьбы за выживание в лиге, Баум был уволен с должности, и на его место был назначен Мартин Шмидт в качестве нового главного тренера. Совместными усилиями они смогли сохранить клуб в Бундеслиге к концу сезона.
В сезоне 2019/20 Виммер присоединился к «Штутгарту», выступающему во второй Бундеслиги, в качестве ассистента нового главного тренера Тима Вальтера. Однако, после увольнения Вальтера в зимнию паузу, начиная с января 2020 года, Виммер стал ассистентом нового главного тренера Пеллегрино Матараццо. Виммер и Матараццо уже были знакомы друг с другом, так как Матараццо ранее работал в молодёжной академии «Нюрнберга» с 2010 по 2017 годы. По итогам сезона «Штутгарт» смог вернуться в Бундеслигу. В летний период 2020 года Виммер приступил к прохождению курса для получения лицензии Pro, который он успешно завершил в мае 2021 года.
В октябре 2022 года, после неудачного старта сезона, в котором команда не смогла одержать победу в первых девяти матчах, руководство клуба приняла решение о прекращении сотрудничества с тренером Пеллегрино Матараццо. На время поиска нового главного тренера, команду временно возглавил Виммер. После убедительной победы со счётом 4:1 над «Бохум», доминирующей победы со счётом 6:0 над клубом второго дивизиона «Арминия» в рамках Кубка Германии, и разочаровывающего поражения со счётом 0:5 от «Боруссии Дортмунд», клуб принял решение оставить Виммера на посту главного тренера до зимней паузы. В контексте этих матчей под руководством Виммера команда сумела одержать две победы и проиграть два матча, что привело к набору 14 очков и занятию позиции в зоне стыковых матчей после завершения 15 туров. После этого наступил зимний перерыв, начавшийся в середине ноября из-за проведения Чемпионата мира 2022 в Катаре. Во время перерыва руководство клуба приняло решение прекратить сотрудничество с Свеном Мислинтатом, спортивным директором, который поддерживал Виммера. Его место занял Фабиан Вольгемут, а на пост главного тренера — Бруно Лаббадиа. Поскольку Лаббадиа привёл с собой двух своих помощников, Виммер покинул клуб.

### Главный тренер
В январе 2023 года, спустя примерно месяц без клуба, Виммер был назначен главным тренером австрийского клуба «Аустрия (Вена)», сменив Манфреда Шмида.